# هيو أندرسون (متسابق دراجات نارية)
هيو أندرسون (بالإنجليزية: Hugh Anderson)‏ هو متسابق دراجات نارية نيوزلندي فاز ببطولة سباق الجائزة الكبرى للدراجات النارية و فاز بكأس جزيرة مان السياحية. نافس في سباقات بطولة العالم لفئة 350 سي سي ولفئة 125 سي سي ولفئة 50 سي سي.

## البطولات
- سباق الجائزة الكبرى للدراجات النارية 1963
- سباق الجائزة الكبرى للدراجات النارية 1964
- سباق الجائزة الكبرى للدراجات النارية 1965
- كأس جزيرة مان السياحية 1963
- كأس جزيرة مان السياحية 1964